# Peter Kaumba
Peter Kaumba (Kitwe, Rodesia del Norte, 31 de marzo de 1958) es un exfutbolista y entrenador de fútbol de Zambia que jugaba en la posición de extremo.

## Carrera

### Club
| Periodo   | Club                   |
| --------- | ---------------------- |
| 1975–1977 | Mindola United         |
| 1978–1983 | Power Dynamos FC       |
| 1984      | Africa Sports National |
| 1984–1985 | Power Dynamos FC       |

### Selección nacional
Jugó para Zambia en 14 ocasiones de 1979 a 1984 y anotó seis goles, participó en la Copa Africana de Naciones 1982 donde Zambia terminó en tercer lugar. 

### Entrenador
| Periodo   | Club               |
| --------- | ------------------ |
| 1997–1998 | Power Dynamos FC   |
| 1999–2002 | Green Buffaloes FC |
| 2002–2006 | Kitwe United       |
| 2007      | Zamtel             |
| 2009      | Konkola Blades     |
| 2012–2013 | NAPSA Stars        |

## Logros

### Jugador
- Zambian Division II: 1976, 1978
- Independence Cup: 1979, 1980
- Champion of Champions: 1980, 1981
- Rothmans Cup: 1983
- Primera División de Zambia: 1984

### Entrenador
- Primera División de Zambia: 1997
- Zambian BP Top Eight Cup: 2004
- Barclays Cup: 2012

### Individual
- Futbolista Zambiano del Año: 1982[2]
- Goleador de la Primera División de Zambia: 1982
- Deportista Zambiano del Año: 1982[2]
- Finalista por el Futbolista Africano del Año: 1982